# Bondary
Bondary is een plaats in het Poolse district  Białostocki, woiwodschap Podlachië. De plaats maakt deel uit van de gemeente Michałowo en telt 330 inwoners.